# Stor-Björkvattnet, Lappland
Stor-Björkvattnet är en sjö i Storumans kommun i Lappland och ingår i Björkvattsdalen i Umeälvens huvudavrinningsområde. Sjön är 65,5 meter djup, har en yta på 25,4 kvadratkilometer och befinner sig 392,1 meter över havet. Vid provfiske har bland annat abborre, kanadaröding, röding och sik fångats i sjön.

## Delavrinningsområde
Stor-Björkvattnet ingår i det delavrinningsområde (727819-147213) som SMHI kallar för Utloppet av Stor-Björkvattnet. Medelhöjden är 559 meter över havet och ytan är 108,75 kvadratkilometer. Räknas de 54 avrinningsområdena uppströms in blir den ackumulerade arean 614,41 kvadratkilometer. Gejmån (Vuole-Gassasavon) som avvattnar avrinningsområdet har biflödesordning 2, vilket innebär att vattnet flödar genom totalt 2 vattendrag innan det når havet efter 364 kilometer. Avrinningsområdet består mestadels av skog (63 procent). Avrinningsområdet har 25,6 kvadratkilometer vattenytor vilket ger det en sjöprocent på 23,5 procent.

## Fisk
Vid provfiske har följande fisk fångats i sjön:
- Abborre
- Kanadaröding
- Röding
- Sik
- Öring

## Galleri

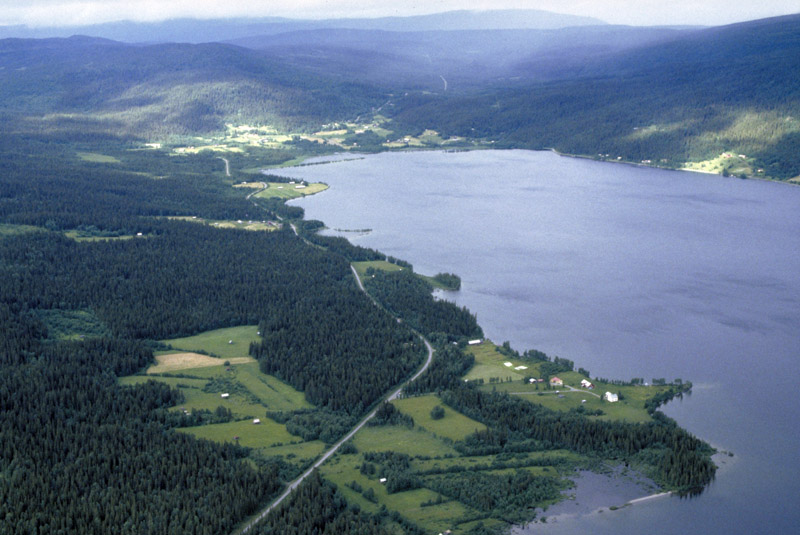
Södra Sandnäset
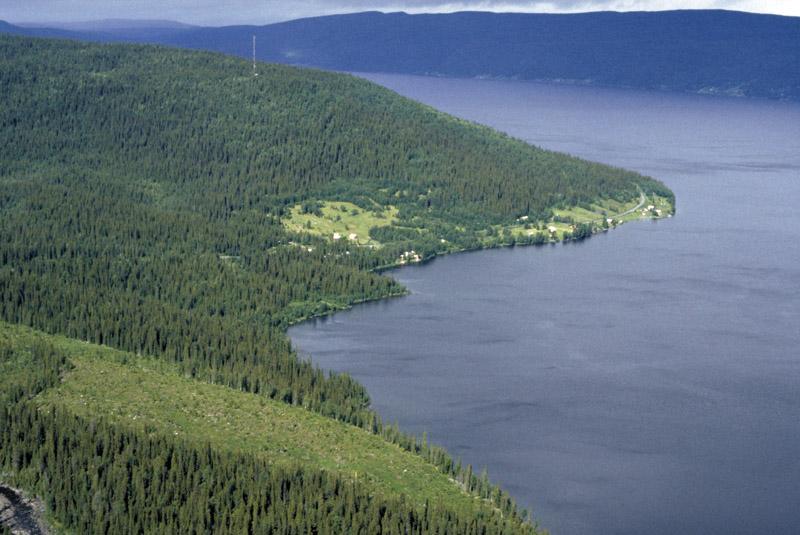
Vallenäs
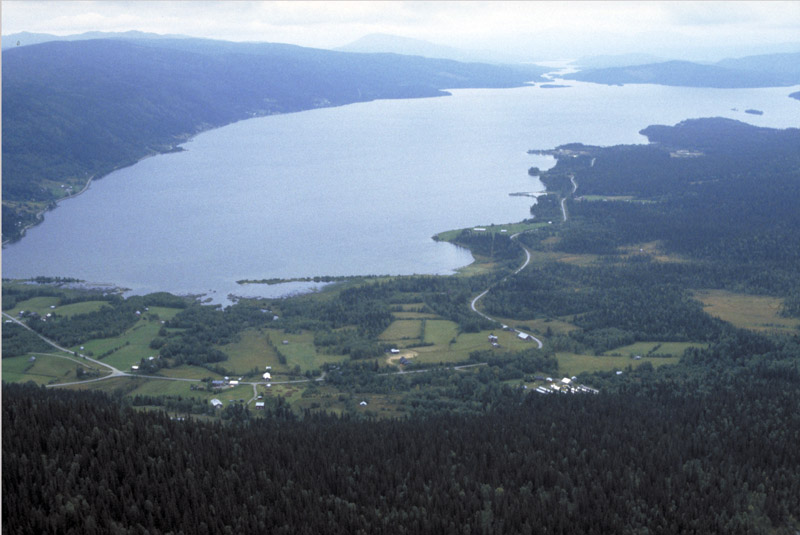
Tärnamo